# أندريا فوينتيس
أندريا فوينتيس فاتشي (بالإسبانية: Andrea Fuentes Fache، ولدت في 7 أبريل 1983، فايس، طراغونة، إسبانيا) سبّاحة متزامنة إسبانية. هي شقيقة السبّاحة الإسبانية تينا فوينتيس.
حصلت على ثلاث ميداليات فضية وعلى الميدالية البرونزية في دورة الألعاب الأولمبية الصيفية، كما حازت على الميدالية الذهبية في بطولة العالم للسباحة المتزامنة عام 2009، وعلى ست ميداليات ذهبية في بطولات أوروبا للسباحة المتزامنة.

## إنجازاتها

### الألعاب الأولمبية الصيفية
- 2008 بكين  الصين:  ميدالية فضية في سباق السباحة المتزامنة في فئة الثنائي (Duet routine).
- 2008 بكين  الصين:  ميدالية فضية في سباق السباحة المتزامنة في فئة الفرق (Team routine).
- 2012 لندن  المملكة المتحدة:  ميدالية فضية في سباق السباحة المتزامنة في فئة الثنائي (Duet routine).
- 2012 لندن  المملكة المتحدة:  ميدالية برونزية في سباق السباحة المتزامنة في فئة الفرق (Team routine).

### بطولة العالم للسباحة (المتزامنة)
- 2003 برشلونة  إسبانيا:  ميدالية فضية في سباق السباحة المتزامنة في فئة الفرق- الكومبو الحرة (Combination routine).
- 2005 مونتريال  كندا:  ميدالية برونزية في سباق السباحة المتزامنة في فئة الفرق- الكومبو الحرة (Free routine combination).
- 2005 مونتريال  كندا:  ميدالية فضية في سباق السباحة المتزامنة في فئة الفرق الحرة (Free team routine).
- 2007 ملبورن  أستراليا:  ميدالية برونزية في سباق السباحة المتزامنة في فئة الفرق الفني (Team technical routine).
- 2007 ملبورن  أستراليا:  ميدالية فضية في سباق السباحة المتزامنة في فئة الفرق الحرة (Team free routine).
- 2009 روما  إيطاليا:  ميدالية فضية في سباق السباحة المتزامنة في فئة الثنائي الحرة (Duet Free Routine).
- 2009 روما  إيطاليا:  ميدالية فضية في سباق السباحة المتزامنة في فئة الثنائي الفني (Duet Technical Routine).
- 2009 روما  إيطاليا:  ميدالية ذهبية في سباق السباحة المتزامنة في فئة الفرق- الكومبو الحرة (Free Routine Combination).
- 2009 روما  إيطاليا:  ميدالية فضية في سباق السباحة المتزامنة في فئة الفرق الحرة (Team Free Routine).
- 2009 روما  إيطاليا:  ميدالية فضية في سباق السباحة المتزامنة في فئة الفرق الفني (Team Technical Routine).
- 2011 شانغهاي  الصين:  ميدالية برونزية في سباق السباحة المتزامنة في فئة الثنائي الفني (Duet technical routine).
- 2011 شانغهاي  الصين:  ميدالية برونزية في سباق السباحة المتزامنة في فئة الفردي الفني (Solo Technical Routine).
- 2011 شانغهاي  الصين:  ميدالية برونزية في سباق السباحة المتزامنة في فئة الفرق الفني (Team Technical Routine).
- 2011 شانغهاي  الصين:  ميدالية برونزية في سباق السباحة المتزامنة في فئة الثنائي الحرة (Duet free routine).
- 2011 شانغهاي  الصين:  ميدالية فضية في سباق السباحة المتزامنة في فئة الفردي الحرة (Solo free routine).
- 2011 شانغهاي  الصين:  ميدالية برونزية في سباق السباحة المتزامنة في فئة الفرق الفني (Team free routine).

### بطولة أوروبا للسباحة (المتزامنة)
- 2002 برلين  ألمانيا:  ميدالية فضية في سباق السباحة المتزامنة في فئة الفرق (Team routine).
- 2004 مدريد  إسبانيا:  ميدالية ذهبية في سباق السباحة المتزامنة في فئة الفرق- الكومبو (Combination routine).
- 2004 مدريد  إسبانيا:  ميدالية فضية في سباق السباحة المتزامنة في فئة الفرق (Team routine).
- 2006 بودابست  المجر:  ميدالية فضية في سباق السباحة المتزامنة في فئة الفرق- الكومبو الحرة (Free Routine Combination).
- 2006 بودابست  المجر:  ميدالية فضية في سباق السباحة المتزامنة في فئة الفرق الحرة (Team Free Routine).
- 2008 آيندهوفن  هولندا:  ميدالية ذهبية في سباق السباحة المتزامنة في فئة الفرق الحرة (Team Free Routine).
- 2008 آيندهوفن  هولندا:  ميدالية ذهبية في سباق السباحة المتزامنة في فئة الفرق- الكومبو الحرة (Free Routine Combination).
- 2008 آيندهوفن  هولندا:  ميدالية ذهبية في سباق السباحة المتزامنة في فئة الثنائي الحرة (Duet Free Routine).
- 2010 بودابست  المجر:  ميدالية فضية في سباق السباحة المتزامنة في فئة الفردي الحرة (Solo free routine).
- 2010 بودابست  المجر:  ميدالية فضية في سباق السباحة المتزامنة في فئة الفرق الحرة (Team Free Routine).
- 2010 بودابست  المجر:  ميدالية فضية في سباق السباحة المتزامنة في فئة الثنائي الحرة (Duet free routine).
- 2010 بودابست  المجر:  ميدالية فضية في سباق السباحة المتزامنة في فئة الفرق- الكومبو الحرة (Free Routine Combination).
- 2012 آيندهوفن  هولندا:  ميدالية فضية في سباق السباحة المتزامنة في فئة الفردي الحرة (Solo free routine).
- 2012 آيندهوفن  هولندا:  ميدالية فضية في سباق السباحة المتزامنة في فئة الثنائي الحرة (Duet Free Routine).
- 2012 آيندهوفن  هولندا:  ميدالية ذهبية في سباق السباحة المتزامنة في فئة الفرق الحرة (Team Free Routine).
- 2012 آيندهوفن  هولندا:  ميدالية ذهبية في سباق السباحة المتزامنة في فئة الفرق- الكومبو الحرة (Free Routine Combination).